# Fuchai av Wu
Kung Fuchai av Wu (吳王夫差) (regent 495-473 f.Kr.), var den siste kungen av Wu, en stat i det gamla Kina; han härskade mot slutet av vår- och höstperioden. Som son till kung Helü av Wu blev han kung 495 f.Kr. I början av hans regering besegrade han trupperna från Yue vid Fujiao (numera provinsen Wu i Jiangsu) och erövrade Yues huvudstad. Istället för att helt och hållet annektera fiendelandet, vilket hans premiärminister Wu Zixu tyckte, slöt han fred med kung Gou Jian av Yue. Efter detta slag byggde han delar av den Stora kanalen, och drev sin armé norrut. Vid Ailing besegrade hans armé staten Qi. 482 f.Kr., när han försökte skapa enighet vid ett möte med hertigarna i Huangchi, överraskades hans huvudstad av kung Gou Jian av Yue. Några år senare besegrades och annekterades Wu av Yue och kung Fuchai begick självmord i sitt palats.